# Алферовская (Заборское сельское поселение)
Алферовская — деревня в Тарногском районе Вологодской области.
Входит в состав Заборского сельского поселения, с точки зрения административно-территориального деления — в Лохотский сельсовет.
Расстояние до районного центра Тарногского Городка по автодороге — 28 км, до центра муниципального образования Красного по прямой — 13 км. Ближайшие населённые пункты — Стуловская, Клевцовская, Дуброва, Пахотино, Антипинская.
По переписи 2002 года население — 54 человека (26 мужчин, 28 женщин). Всё население — русские.